# 7136 Yokohasuo
7136 Yokohasuo (tên chỉ định: 1993 VK2) là một tiểu hành tinh vành đai chính. Nó được phát hiện bởi Hitoshi Shiozawa và Takeshi Urata ở Fujieda, Shizuoka Prefecture, Nhật Bản, ngày 14 tháng 11 năm 1993. Nó được đặt theo tên Yoko Hasuo, vợ của nhà thiên văn học Ryuichi Hasuo.